# Luca Ariatti
Luca Ariatti es un exfutbolista profesional italiano, que se desempeñaba de mediocampista,
nacido en Reggio-Emilia el 27 de diciembre de 1978.
- Característica:

Era un jugador que podía cubrir las diferentes áreas del centro del campo.

## Carrera
Comenzó su carrera profesional en la temporada 1995-1996 con Reggiana, el equipo con el que al año siguiente hizo su debut en la Serie A el 18 de mayo de 1997 en el partido Reggiana-AC Perugia.
En la temporada 1998-1999 jugó en Ascoli en la Serie C1. 
De nuevo en Reggiana participa en 28 partidos en la temporada 1999-2000, militando siempre la Serie C1 disputado un total de 79 partidos y anotando 4 goles hasta la temporada 2002-2003.
En enero de 2003 se va al Florentia Viola en la Serie C2. Disputó 9 partidos en la temporada. 
En la temporada 2003-2004 de la Serie B participa en 39 partidos. Y en la temporada 2004-2005 ahora en la Serie A se convierte, en el capitán del equipo de púrpura con 30 partidos y 2 goles.
En el período 2005-2006 va a Atalanta en Serie B y contribuye al campeonato con 40 apariciones y 1 gol. En la temporada 2006-2007 aún en Atalanta, disputando la Serie A fue uno de los jugadores con más partidos. 36 partidos jugados sobre 38, en la que también anota 2 goles.
En el verano de 2007 lo compra Lecce. Con los giallorossi (Gallos Rojos) ganó su tercera promoción de la Serie B y luego juega otros 31 partidos en la Serie A .
El 12 de julio de 2009 lo compra el ChievoVerona, cuya disputa la temporada 2009-2010. El 28 de agosto de 2010 pasa al recién ascendido Pescara en Serie B. 
El 5 de septiembre de 2012 decide formalmente poner fin a su carrera deportiva.

## Clubes
| Club                           | País   | Año       |
| ------------------------------ | ------ | --------- |
| Reggiana                       | Italia | 1996-1998 |
| Ascoli 1898                    | Italia | 1998-1999 |
| Reggiana                       | Italia | 1999-2002 |
| Florentia Viola/ACF Fiorentina | Italia | 2002-2005 |
| Atalanta                       | Italia | 2005-2007 |
| Lecce                          | Italia | 2007-2009 |
| ChievoVerona                   | Italia | 2009-2010 |
| Pescara 1936                   | Italia | 2010-2012 |

- Datos: Q986391